# Rensenpark

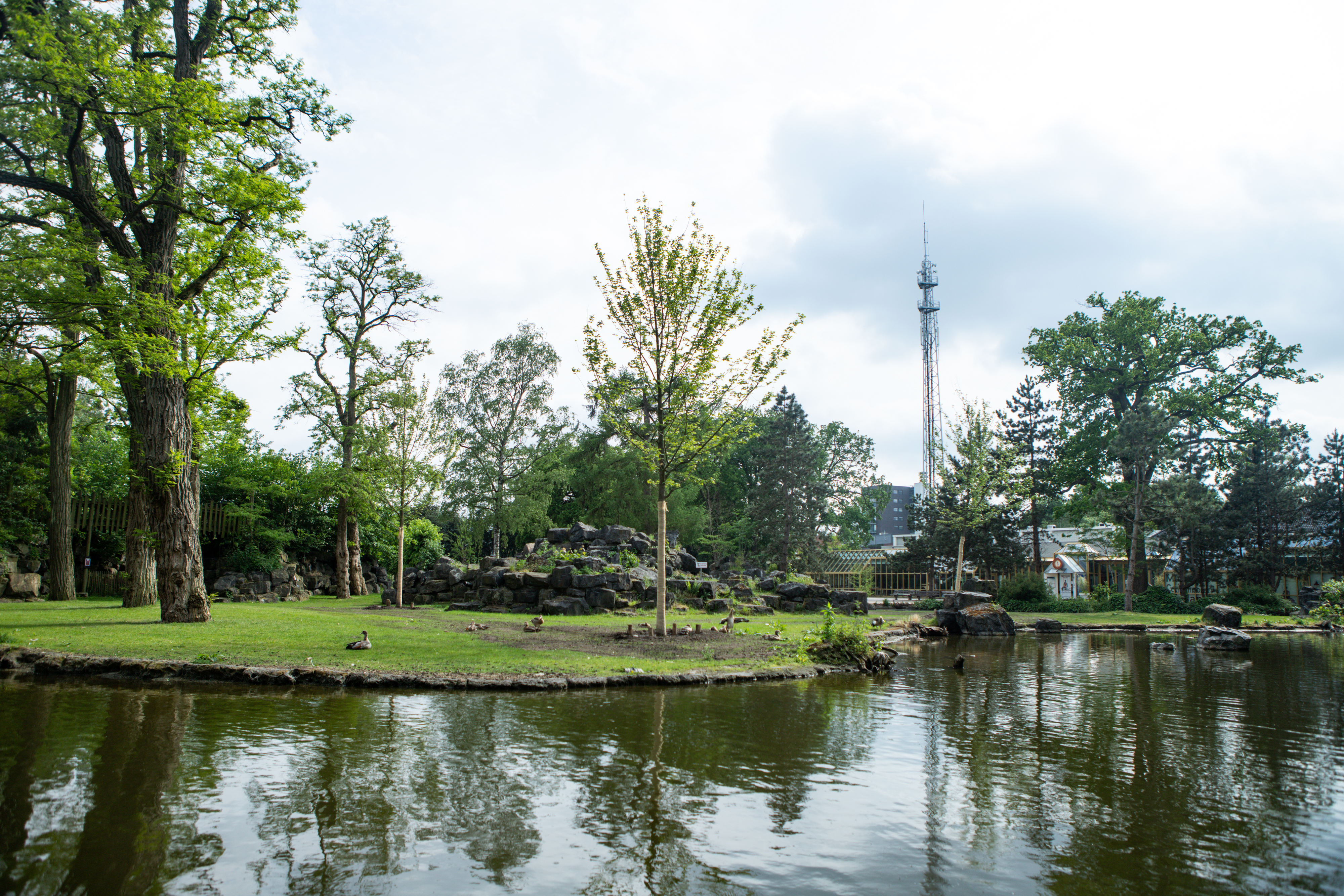
Eiland in het Rensenpark

Het Rensenpark is een park in het centrum van Emmen in de Nederlandse provincie Drenthe. Het park bestaat uit het terrein van de voormalige dierentuin Dierenpark Emmen. Deze dierentuin sloot in 2015 waarna er begin 2016 elders in Emmen een nieuw dierenpark werd geopend. Juni 2016 werd het oude dierenpark door oud-dierentuindirecteur Aleid Rensen heropend als stadspark. Dit park kreeg eerst de naam 'Mensenpark' maar begin 2018 werd het omgedoopt tot 'Rensenpark', naar het echtpaar Rensen.

## Geschiedenis
In de middeleeuwen zou er volgens geschiedkundigen een bisschoppelijk hof hebben gestaan op de plek van het huidige Rensenpark. Er zou een grachtenstelsel hebben gelegen met een visvijver, een weiert. Door het park loopt bomenlaan van 350 meter lang. Volgens historicus Co Patist zijn die bomen zeker driehonderd jaar oud, hij maakte in opdracht van ErfgoedNetwerk Emmen een film over de geschiedenis van het gebied. In mei 1935 werd op het terrein van het huidige Rensenpark het Noorderdierenpark opgericht door Willem Oosting (1906-1983) die eigenaar en directeur was.
De gemeente Emmen besloot in 2016 het vrijgekomen terrein in te richten als stadspark waarbij de leegstaande gebouwen zouden worden verhuurd aan creatieve ondernemers, culturele instellingen en kunstenaars. Kort na de openstelling van het terrein als stadspark werden er vernielingen aangericht met voor meer dan honderdduizend euro schade.

## Kenmerken en voorzieningen
Al in het voormalige dierenpark was er een kinderboerderij, die werd na de verhuizing een stadsboerderij voor onder andere de opvang van zorgbehoevende dieren. In 2023 sloot deze veel bezochte plek vanwege exploitatieproblemen. Ondernemers op creatief gebied huren op tijdelijke basis vroegere dierentuingebouwen. Er zijn onder meer galeries en ateliers, een escaperoom, een klein theater het Rensentheater en het Museum of Contemporary Tibetan Art gevestigd. In het park worden evenementen gehouden, zoals de Uitmarkt (met stadsbarbecue), Boo at the Zoo tijdens Halloween en Fable & Fantasy. In 2020 stond het prestigieuze China Lights Festival gepland, maar door de coronacrisis werd dit uitgesteld.

## Vliegramp
Van 17 juli 2017 tot en met 29 oktober 2017 was er in het voormalige Afrikahuis in het Rensenpark een expositie met papieren kraanvogels ter nagedachtenis van de vliegramp met de MH17 in Oekraïne, waarbij voor elk van de 298 slachtoffers 1000 kraanvogels waren gevouwen, met in totaal 298.000 kraanvogels.